# 뉴가와촌
뉴가와촌(丹生川村)은 미에현 이나베군에 있던 촌이다. 현재의 이나베시에 해당한다.

## 역사
- 1889년 4월 1일 - 정촌제 시행에 의해 이나베군 뉴가와촌이 성립하였다.
- 1956년 9월 30일 - 이시구레촌과 합병해 이시카촌이 성립하여, 동일 뉴가와촌은 폐지되었다.

## 교통

### 철도
- 산기철도
  - 산기선

## 참고문헌
- 角川日本地名大辞典 24 三重県